# Artema atlanta
Artema atlanta is een spinnensoort uit de familie trilspinnen (Pholcidae). De soort komt voor in het gehele tropische gebied en is geïntroduceerd in België. De soort is de typesoort van het geslacht Artema